# Philip J. Pierre
Philip Joseph Pierre (Castries, 19 de septiembre de 1954) es un economista y político santalucense que ejerce como primer ministro de Santa Lucía desde el 28 de julio de 2021. Es líder del Partido Laborista de Santa Lucía (SLP) desde el 18 de junio de 2016. Ha representado a la circunscripción de Castries East en la Cámara de la Asamblea desde el 17 de junio de 1997.
Pierre se desempeñó anteriormente como Ministro de Turismo, Aviación Civil y Servicios Financieros Internacionales de 1997 a 2000; Viceprimer Ministro y Ministro de Infraestructura, Servicios Portuarios y Transporte de 2011 a 2016; y como Líder de la Oposición de 2016 a 2021.

## Primeros años
La madre de Pierre, Evelyn, era maestra de escuela y su padre, Auguste, era policía. Estudió en Saint Mary's College, luego completó una licenciatura en economía y una maestría en administración de empresas de la Universidad de las Indias Occidentales. Después de graduarse, enseñó en Saint Mary's College y trabajó como gerente en prácticas en JQ Charles Ltd. Pierre ingresó en la industria financiera: trabajó como asistente de auditoría en Coopers & Lybrand y Pannell Kerr Forster, y como controlador financiero en Stanthur Co. Ltd.
De 1985 a 1994, Pierre fue Director de la Corporación Nacional de Investigación y Desarrollo. También fue Director Ejecutivo de su propia empresa de consultoría de gestión, Philip J. Pierre Business Services Ltd., de 1990 a 1997.

## Carrera política
Pierre se afilió al Partido Laborista de Santa Lucía (SLP) en 1985 y se desempeñó como tesorero del partido de 1986 a 1992. En 1992, participó en las elecciones generales por primera vez en Castries East, pero no ganó.
Después de servir como presidente del SLP de 1992 a 1996, Pierre se postuló nuevamente en 1997 y ganó. En el gobierno SLP resultante dirigido por Kenny Anthony, Pierre se desempeñó como Ministro de Turismo, Aviación Civil y Servicios Financieros Internacionales de 1997 a 2000. Pierre fue reelegido para la Cámara de la Asamblea de Castries East en las elecciones generales de 2001, 2006 y 2011. En 2011, prestó juramento como Viceprimer Ministro y Ministro de Infraestructura, Servicios Portuarios y Transporte. Pierre retuvo su escaño en las elecciones generales de 2016, pero el SLP perdió la elección ante el Partido Unido de los Trabajadores (UWP), encabezado por Allen Chastanet. Cuando Kenny Anthony renunció como líder del partido tras la derrota; Pierre fue elegido sucesor el 18 de junio de 2016. También se convirtió en líder parlamentario de la oposición.
Pierre es miembro de la Asociación Parlamentaria de la Mancomunidad (CPA). También se unió a la Asamblea de Parlamentarios de la Comunidad del Caribe, asistiendo a su reunión inaugural de 1996 en Barbados.
En calidad de líder de SLP, Pierre condujo al partido a las elecciones generales de 2021, en el marco de la pandemia global de COVID-19 que condujo a la devastación económica del país como resultado del colapso del turismo. Con un discurso crítico para con el gobierno de Chastanet, el SLP encabezado por Pierre obtuvo un triunfo aplastante, logrando 13 de los 17 escaños parlamentarios. Pierre prestó juramento como primer ministro de Santa Lucía dos días después de los comicios.